# 赵国春
赵国春（1961年8月7日—），辽宁岫岩人，中国地质学家，香港大学地球科学系教授。2019年当选为中国科学院院士。

## 生平
1985年获长春地质学院学士学位，1988年获同校硕士学位。2000年毕业于澳大利亚科廷大学，获博士学位。